# Нант-1 (кантон)
Нант-1 (фр. Nantes-1) — кантон во Франции, находится в регионе Пеи-де-ла-Луар, департамент Атлантическая Луара. Входит в состав округа Нант.

## История
В результате реформы 2015 года состав кантона не изменился.

## Состав кантона с 22 марта2015 года
В состав кантона входят центральные кварталы города Нант.

## Политика
С 2015 года кантон в Совете департамента Атлантическая Луара представляют Венсан Дани (Vincent Danis) (Разные левые) и бывший вице-мэр Нанта Фабьян Падовани (Fabienne Padovani) (Социалистическая партия).
|                | Кандидаты                       | Партия              | Первый тур | Первый тур     | Второй тур | Второй тур |
| Кол-во голосов | Кандидаты                       | Партия              | % голосов  | Кол-во голосов | % голосов  |            |
| -------------- | ------------------------------- | ------------------- | ---------- | -------------- | ---------- | ---------- |
|                | Венсан Дани Фабьян Падовани     | Левый блок          | 3 412      | 35,70          | 5 864      | 57,37      |
|                | Софи Деланг Дидье Руссе         | Разные правые       | 2 560      | 26,78          | 4 357      | 42,63      |
|                | Фанни Майе Симон Шабас          | Разные левые        | 1 917      | 20,06          |            |            |
|                | Патрик Сарраден Изабель Ле Флош | Вперёд, Республика! | 1 669      | 17,46          |            |            |

|                | Кандидаты                    | Партия                  | Первый тур | Первый тур     | Второй тур | Второй тур |
| Кол-во голосов | Кандидаты                    | Партия                  | % голосов  | Кол-во голосов | % голосов  |            |
| -------------- | ---------------------------- | ----------------------- | ---------- | -------------- | ---------- | ---------- |
|                | Венсан Дани Фабьян Падовани  | Социалистическая партия | 4 121      | 31,75          | 6 311      | 52,64      |
|                | Анн-Софи Герра Ксавье Фурнье | Правый блок             | 3 834      | 29,54          | 5 679      | 47,36      |
|                | Лилиан Гугон Кристин Ладре   | Европа Экология Зелёные | 1 873      | 14,43          |            |            |
|                | Арно де Ринье Нежма Дрики    | Национальный фронт      | 1 234      | 9,51           |            |            |
|                | Алисон Колобер Фредерик Обри | Вставай, Франция        | 711        | 5,48           |            |            |
|                | Пьер Даге Катель Фавеннек    | Левый фронт             | 685        | 5,28           |            |            |
|                | Дениз Аслен Эльади Аззи      | Прочие                  | 523        | 4,03           |            |            |